# 圣盖法削和圣玻罗大削教堂

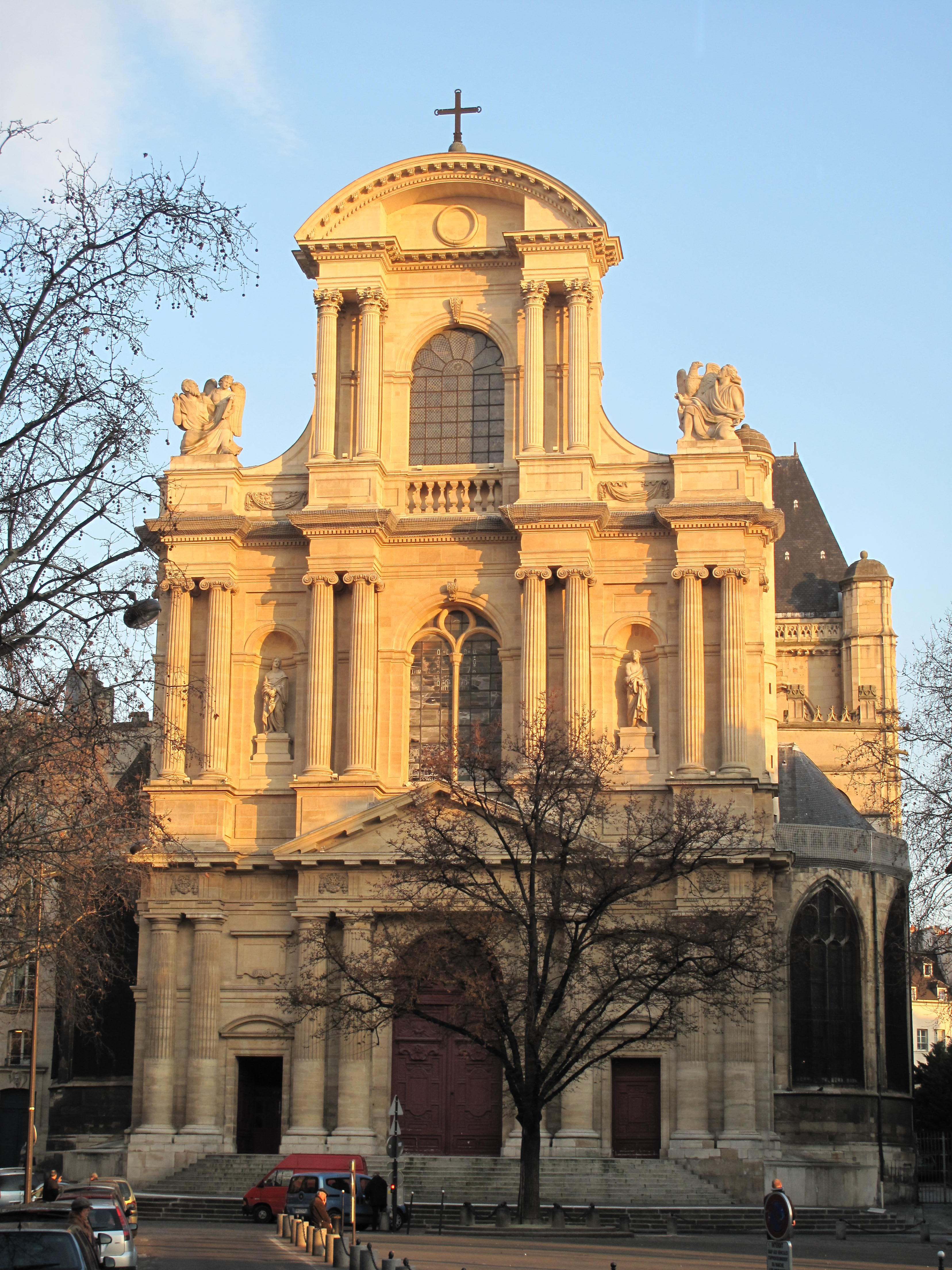
圣盖法削和圣玻罗大削教堂

巴黎圣盖法削和圣玻罗大削堂（法語：Église Saint-Gervais-Saint-Protais de Paris）是法国首都巴黎的一座教堂，一般被称作圣热尔韦教堂。它位于巴黎第四区的圣热尔韦广场东侧，广场西侧是巴黎市政厅。
目前的圣盖法削和圣玻罗大削堂建于1494-1657年，原址上曾经有过两座教堂。目前的教堂立面是巴黎的第一处巴洛克建筑实例。
教堂门前是一个小型广场：圣热尔韦广场。教堂的一侧仍保留着著名的大键琴、管风琴演奏家和作曲家的房屋，弗朗索瓦·库普兰的管风琴今天仍在教堂内。
这座教堂是巴黎最古老的教堂之一，在公元4世纪的文献中已经提及。
教堂的一侧是 François Miron 街，这条街的11号和13号仍保留着两座巴黎最古老的中世纪房屋，可追溯到14世纪，还可看见暴露的木结构。
1918年3月29日，一枚德国巴黎炮发射的炮弹击中教堂，屋顶坍塌，造成教堂内正在举行仪式的91人死亡，68人受伤。这是1918年德国炮轰巴黎时发生的最严重事件。

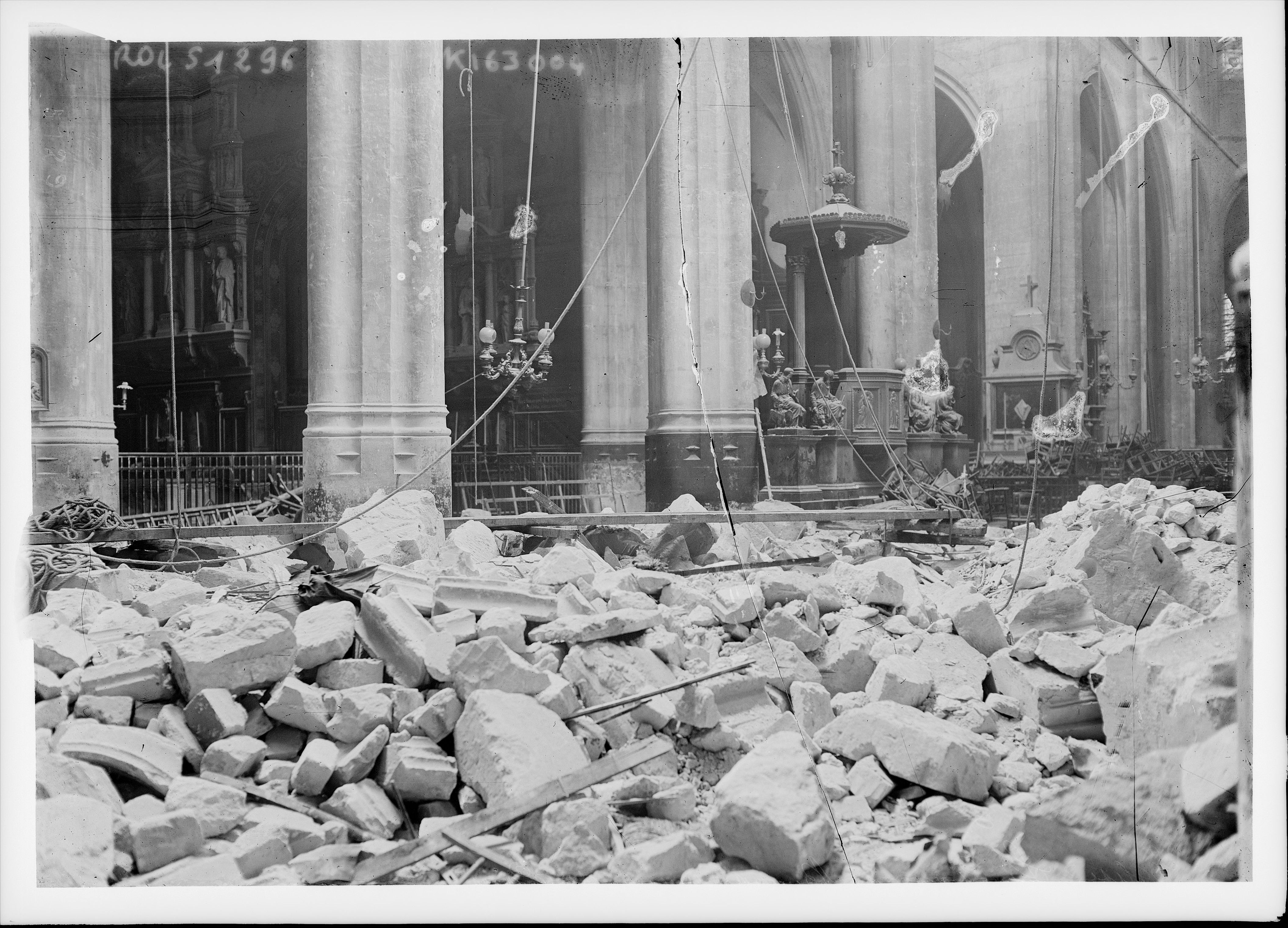
教堂於1918年被砲彈擊中後的情景